# 西三里镇
西三里镇，原为西三里乡，是中华人民共和国河北省唐山市遵化市下辖的一个乡镇级行政单位。2022年1月，撤乡设镇。

## 行政区划
西三里镇下辖以下地区：
西三里村、东三里村、北黄土坡村、北港村、老峰沟村、北峪村、东房子村、后府村、肖庄子村、下府村、绿石沟村、西石家口村、巩山村、巩山西沟村、胡庄子村、张各庄村、北邢庄子村、小刘庄村和西二里村。